# A Blaze in the Northern Sky
A Blaze in the Northern Sky er det norske black metal-band Darkthrones andet album, udgivet i 1992 gennem Peaceville Records. Det er bandets første black metal-album, og markerer et skift fra deres tidligere dødsmetal-udgivelser.
Efter indspilningerne forlod Dag Nilsen bandet, og selvom han indspillede bassen på albummet, stod han ikke nævnt nogen steder på udgivelsen. Personen der er med på omslaget er Zephyrous.
Albummet blev genudgivet i en remastered digipak-udgave af Peaceville i 2003. Digipak-udgaven indeholder anden del af et fire-deles videointerview med Fenriz og Nocturno Culto som bonusmateriale.
Det betragtes som et af de første album fra "den anden bølge af black metal"

## Produktion
Produktionen på A Blaze in the Northern Sky var, som de fleste black metal-udgivelser på den tid, af meget ringe kvalitet. Albummet var meget lo-fi, med bl.a. voldsomt forvrænget guitar, distanceret vokal med høj rumklang, kaotiske trommerytmer og en stort set fraværende bas. En anmelder har skrevet:
| Citat                              | Alt hvad der sker kan høres klart, men er gennemblødt af et godt lag støj. Vokalen er distanceret fra musikken, guitartonen er god og tyk, trommerne slår derudaf og bassen udfylder det hele. | Citat |
| Anmeldelse af albummets produktion | |       |

Albummet er paradoksalt nok blevet rost for sin ekstremt dårlige produktion, som af kvalitet er blevet sammenlignet med Burzums kendte album Filosofem.

### Udgivelse
På grund af det pludselige skift fra dødsmetal til black metal var Peaceville Records ikke meget for at udgive albummet. Bandet måtte derfor true med at udgive det igennem det rivaliserende pladeselskab Deathlike Silence Productions, før Peaceville gik med til at udgive det.

## Modtagelse
A Blaze in the Northern Sky er næsten entydigt blevet hyldet som en klassiker indenfor black metal. ANUS har kaldt albummet for "Musik som forsøger at lyde tilfældig, dårlig og simplistisk." og har skrevet at det "hylder den simple nihilismes tunghed, gennem ældre former for musik parodieret gennem et sygt omkvæd af vrede stemmer."

## Musikalsk stil
Sammenlignet med bandets senere milepæludgivelse, Transilvanian Hunger, er A Blaze in the Northern Sky mindre monotont og med større variation af riffs. Dette skyldes ifølge Fenriz, at albummet blev "hastigt" færdiggjort, og mange af sangene derfor indeholder dødsmetal-riffs, som blot bliver spillet i "black metal-stil".
Albummet er blevet rost for Nocturno Cultos vokal, som er blevet en tidlig inspirationskilde for meget senere black metal.

## Spor
| 1. "Kathaarian Life Code" – 10:39 Er med sin 10+ minutters længde det længste Darkthrone-nummer nogensinde, nummeret er dog blevet kritiseret for at være for langt. I kraft af sin rolle som det første nummer på et af de første black metal-album, er nummeret også blevet kaldt en af de mest indflydelsesrige black metal-sange nogensinde. 2. "In The Shadow of the Horns" – 7:02 Starter med af Fenriz råber "Nocturno Culto" før denne påbegynder første vers. Hen mod slutningen kommer en akustisk passage, akkompagneret af trommernes blast beats. | 1. "Paragon Belial" – 5:25 Belial var en ond dæmon i jødisk mytologi, mens "paragon" henviser til en rollemodel, en uovertruffen eller den perfekte fremstilling af et begreb. Sangen har også lagt navn til et tysk black metal-band. 2. "Where Cold Winds Blow" – 7:26 Albummets næstlængste sang. Har aldrig udmærket sig specielt. 3. "A Blaze in the Northern Sky" – 4:58 Linjen "The next thousand years are ours" har inspireret til titlen på en Darkthrone-bootleg. 4. "The Pagan Winter" – 6:35 En linje fra nummeret, "United by Hatred - the final superjoint ritual". har inspireret til navnet på Superjoint Ritual, et amerikansk band med bl.a. Phil Anselmo. |

## Fodnoter
1. ↑  Inklusive video på digipak-udgaven
2. 1 2  Anmeldelse af A Blaze in the Northern Sky Arkiveret 12. juni 2008 hos  Wayback Machine på NocturnalHorde.com
3. 1 2 3 4 5 6  Anmeldelse af A Blaze in the Northern Sky på sputnikmusic.com
4. 1 2  Anmeldelse af A Blaze in the Northern Sky på Sputnikmusic
5. 1 2 3  Darkthrone videointerview fra: A Blaze In The Northern Sky (2003 genudgivelse)
6. ↑  Diverse anmeldelser af A Blaze in the Northern Sky Arkiveret 23. september 2011 hos  Wayback Machine på dark-throne.de.
7. ↑  Anmeldelse af A Blaze in the Northern Sky på All Music Guide
8. ↑  Anmeldelse af A Blaze in the Northern Sky på blackmetal.co.uk
9. ↑  Interview med Fenriz Arkiveret 7. marts 2005 hos  Wayback Machine på dirtstar.net
10. ↑  Paragon Belial Arkiveret 19. december 2008 hos  Wayback Machine på Encyclopaedia Metallum